# 微齿钝叶卷柏
微齿钝叶卷柏（学名：Selaginella ornata）为卷柏科卷柏属下的一个种。

## 扩展阅读
- 維基物種上的相關：微齿钝叶卷柏